# Bateria d'ió liti

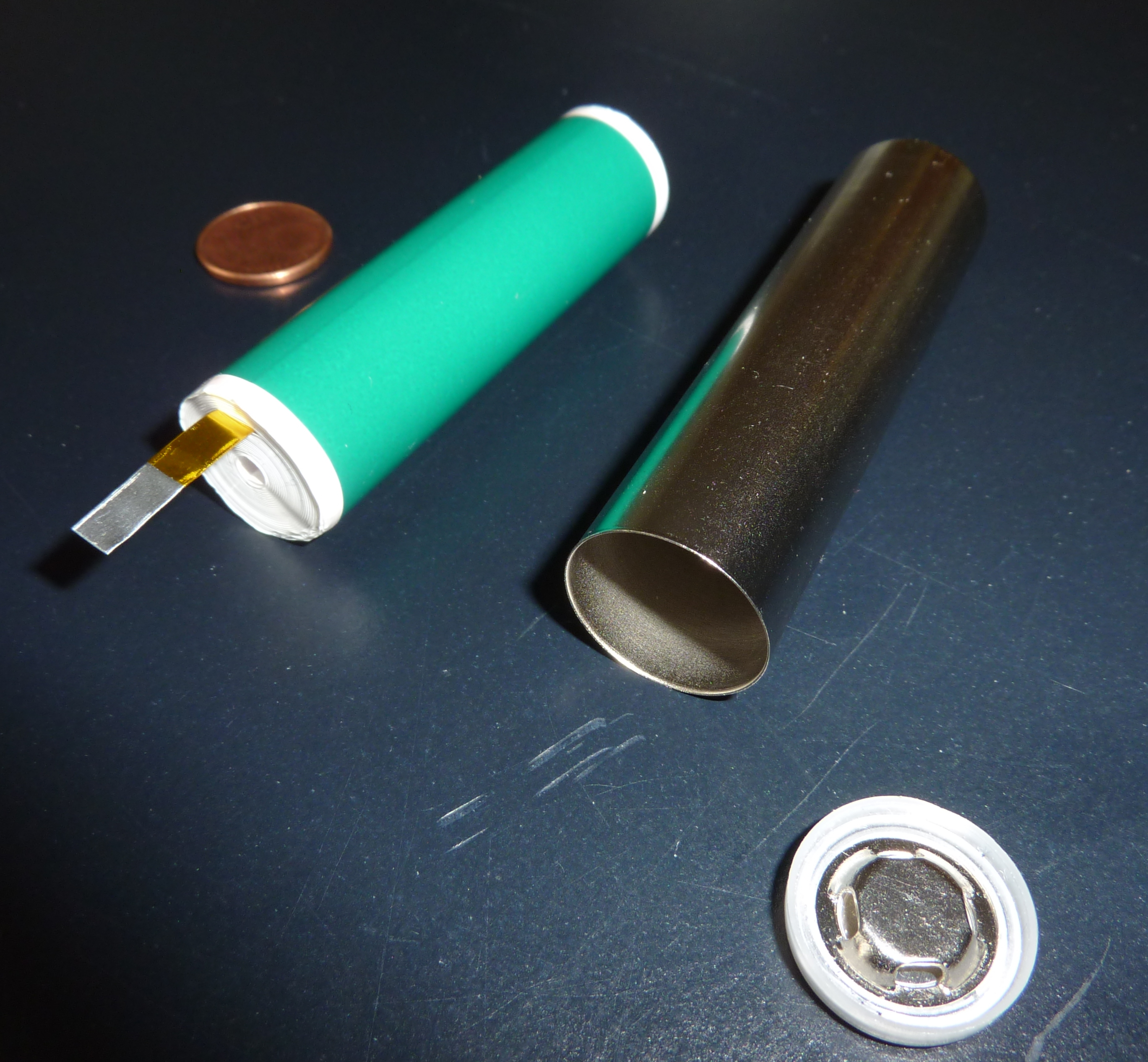
Cèl·lules cilíndriques abans de tancar (18650)

La bateria d'ió de liti (abreujat, Li-ion) és un tipus de pila o bateria recarregable en què l'electròlit és una solució de sals de liti en un dissolvent orgànic, l'ànode és de carboni i el càtode és un òxid metàl·lic.
Tenen una bona relació energia-pes, gens d'efecte memòria i baixa pèrdua de càrrega quan no es fan servir.
Si no es tracten adequadament, poden ser perilloses, i la seva vida útil, escurçada.
Un tipus més avançat n'és la bateria d'ió de liti en polímer.

## Història
Les bateries d'ió de liti van ser proposades els anys 1960, i esdevingueren una realitat un cop Bell Labs va desenvolupar un ànode de grafit treballable, com a alternativa al de liti metàl·lic.

## Avantatges i desavantatges

### Avantatges
- Les bateries d'ions de liti es poden construir en una àmplia gamma de formes per adaptar-se als espais buits dels dispositius on es munten.

- Són més lleugeres que d'altres equivalents.

- No pateixen l'efecte memòria.

- No experimenten autodescàrrega.

### Desavantatges
Un desavantatge únic d'aquest tipus de bateria és que la seva vida útil depèn de l'edat des del moment de fabricació. Una bateria antiga no durarà tant com una de nova.